# 小文字由子
小文字 由子（こもんじ よしこ）は、日本のタレント、エッセイストである。吉本興業所属。旧芸名、上田良子。

## 略歴
「好きなことを仕事にしたい」と、高収入のクリニック事務長を退職し、32歳で芸能界を目指す。アナウンススクール巡りをしながら、退職後3か月で吉本興業所属となる。プロデューサー、横澤彪氏の指南を受けながら、銀座のホステスを皮切りに、警備員、借金取り、ガードマン、スーパーの試食品販売員など、様々なバイトを行脚し、その経験を芸やエッセイなどに生かしている。現在は、芸能の他、イベントの司会や舞台の出演、執筆活動など、多彩な仕事を熟している。また、執筆活動に関しては、独身アラフォー女性という立場性を示した仕事なども多い。

## 出版
- 上田良子著 『三十路のカサブタ』2005年（情報センター出版局）

## Web 連載
- "独中女"の「心の叫び」を聞いてくれ（MSNドニッチ！連載）